# 猿留川
猿留川（さるるがわ）は、北海道日高振興局管内を流れ太平洋に注ぐ二級河川。猿留川水系の本流である。かつて流域にはえりも町庶野へ通じる猿留山道があり蝦夷三険の一つとされた。河畔には北方樹木であるケショウヤナギが隔離分布している。流域は日高山脈襟裳十勝国立公園に属している。

## 地理
北海道日高振興局えりも町と十勝総合振興局広尾郡広尾町に跨る日高山脈の二等三角点の「美幌岳」で源を発し、目黒付近の河口で太平洋に注ぐ。

## 地名由来
永田地名解は、サロルン・ウシ（鶴多き処）あるいはシャリオロ（湿沢の処・葦原の処）としている。山田秀三はサロロ（sar-or 葭原・の処）としている。

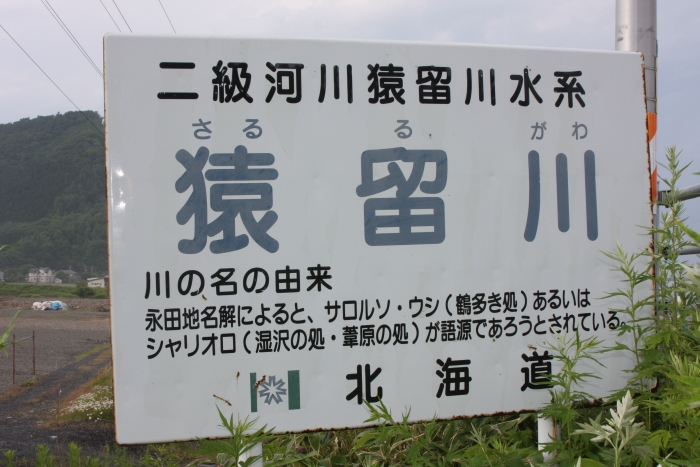
猿留橋にある猿留川の河川標識

## 流域の自治体
北海道
日高振興局様似郡えりも町

## 支流
括弧内は流域の自治体
- 右二号の川（えりも町）
- 右二号の川（えりも町）
- 丹根内川（えりも町）
- ワラビダイ川（えりも町）
- 登川（えりも町）
- チャツナイ川（えりも町）
- 左一号の川（えりも町）

## 主な橋梁
- 記念橋
- 豊似橋
- 猿留山道橋
- 猿留橋 - 国道336号